# Оршанский кодекс
Оршанский кодекс (бел. Аршанскі кодэкс) — рукописный сборник конца XVII века на западнорусском письменном языке созданный в Оршанском иезуитском училище до 1693 года, ныне хранится в Национальной библиотеке имени Оссолинских.

## История
Возникновение школьных театров в Речи Посполитой относится к XVI веку. В отличие от православных и протестантов, иезуиты стремились пропагандировать не только религиозную, но и светскую культуру, предпочитая зрелищные мероприятия. Сначала это были любительские пародии, которые разыгрывали учащиеся духовных школ, затем представления стали более сложные и в середине XVII века уже проявились драма и комедия.
Западнорусские интермедии (intermediateus) известны с конца XVI века — это вставки в школьной драме на латыни, реже на польском и старославянских языках.
В начале XXI века было обнаружено 36 интермедий XVI—XVIII веков. Из них 8 не изданы, 6 хранятся в Осолинской и 2 Львовской библиотеках.
Первая известная в истории западнорусской литературы интермедия, где персонаж говорит на ломаной смеси западнорусского и польского языков, считается интермедия к пьесе Вильнюсского иезуитского учительского коллегиума Пянтковскага Каспара «Тимон Гардилюд» (1584). Герой спектакля — комический персонаж, вильнюсский портной. В первой половине 17 — го века, интерлюдия «Дьявол Асмалека» была показана в литовском гороже Кражяй, где крестьянин говорит на западнорусском, перемешивая с польским. В 1651 году в Гродно была поставлена комедия иезуита Евстафия Пилинского «Об Иакове и Иосифе» (точнее, они пересказывают библейский сюжет). Комедия давалась интермедиями-диалогами «Беседа Иоанна и церковного служителя» и «Раскольник и униат-католик».

## Содержание
В сборник входят 4 польских драмы периода Барокко и 7 промежуточных текстов к ним. Драмы: «Духовное общение святых Бориса и Глеба», «Славная помощь в победе Рамиро, оказанная ангельскими полками», «Мистическое общение в жалости невинного короля и Фридриха», «Мистическая свадьба причастия генералов и Трисимунда».
Самая насыщенная пьеса сборника («Komunija duchowna świętych Borysa i Gleba») рассказывает об убийстве князем Святопоком Окаянным своих братьев Бориса и Глеба. Пытаться объяснить появление персонажей Киевской Руси в иезуитском театре; А. Мальдис неопределенно говорит, что «это нечто иное, чем ухаживания иезуитов с местными православными гражданами». Действие спектакля сопровождается сценами-интермедиями: трое полонцев — ремесленник, кожевник и крестьянин («русин») беседуют друг с другом на бытовые темы и общаются со зрителями.
В спектаклях «Славный помощник в победе Рамира» и «Мистическое общение в жалости к невиновному королю и Фридриху» есть интермедия «Охотник вместе с другими готовится к охоте», где впервые в западнорусской драме присутствуют великороссы или «москали». Интермедия четвёртой сцены подробно описана Адамом Мальдисом: «Есть два дьявола с польскими фамилиями Кшичальский и Козловский. Они хотят сеять ссоры по всему миру, а пахать поле нечем. Бесы просят еврейского мясника одолжить им быка, но оказывается, что все волы уже съедены. Затем демоны запрягают самого еврея на плуг. Последний исповедует свои и чужие грехи по-белорусски. В заключение, дьяволы прогоняют еврея, который тянет плуг, и сеют раздор по всему миру. Так что интерлюдия не только рассмешила меня».
Согласно белорусскому советскому искусству, комедийные сценки к польской драме изображали крестьянина («русина») преимущественно темным и ограниченным человеком.
Польский литературовед Юлиан Ляванский в предисловии к польскому изданию произведений XVII века обозначил языковые интермедии как «украинско-белорусско-польскую мешанину». Однако А. Мальдис считает, что в них преобладает белорусский язык, смешанный с русизмами и украинизмами. В интермедии «Духовное общение святых Бориса и Глеба» комичность достигается методом сравнения «высокого» и «низкого». Например, воспроизводятся белорусские и заимствованные слова: «акт» и «так», «сцэна» и «сцяна», «просцэніюм» и «просценька», «сінопсэс» и «свінапас».